# Paraplagusia sinerama
Paraplagusia sinerama es una especie de pez de la familia Cynoglossidae en el orden de los Pleuronectiformes.

## Distribución geográfica
Se encuentran en las  costas del norte de Australia y del sur de Papúa Nueva Guinea.